# Ghiacciaio Rudolph (Dipendenza di Ross)
Il ghiacciaio Rudolph è un ghiacciaio lungo circa 40 km situato nella parte nord-occidentale della Dipendenza di Ross, nell'Antartide orientale. Il ghiacciaio Trainer, il cui punto più alto si trova a circa 2200 m s.l.m., si trova sulla costa di Borchgrevink, nella parte orientale dei monti della Vittoria, dove fluisce verso nord, scorrendo tra la cresta Hackerman, a ovest, e la cresta McElroy, a est, fino a unire il proprio flusso a quello del ghiacciaio Trafalgar.

## Storia
Il ghiacciaio Trainer è stato mappato da membri dello United States Geological Survey (USGS) grazie a fotografie aeree scattate dalla marina militare statunitense nel periodo 1960-64, e così battezzato dal Comitato consultivo dei nomi antartici in onore di Emanuel D. Rudolph, un botanico del Programma Antartico degli Stati Uniti d'America, a capo del progetto di studi sui licheni antartici di stanza presso la stazione Hallett in tre stagioni estive, dal 1961 al 1964.